# سلمون أحمر
السلمون الأحمر (الاسم العلمي:Oncorhynchus nerka) (بالإنجليزية: Sockeye salmon) هو نوع من الأسماك يتبع جنس سلمون الباسيفيك من فصيلة السلمونيات.

## الوصف
يُطلق على سمك السلمون الأحمر أحيانًا اسم سمك السلمون ذو الظهر الأزرق، وذلك بسبب لونه. ويميل لون سمك السلمون الأحمر إلى الأزرق مع الفضي أثناء عيشه في المحيط. وعندما يعود إلى مناطق التكاثر، تتحول أجساده إلى اللون الأحمر وتتحول رؤوسه إلى اللون الأخضر. يمكن أن يتراوح طول سمك السلمون الأحمر من 60 إلى 84 سم ويزن من 2.3 إلى 7 كجم. ومن السمات المميزة له خياشيمه الطويلة المسننة التي يتراوح عددها من 30 إلى 40، وأيضا لا يوجد بقعة على ذيله أو ظهره.

### النظام الغذائي
تتغذى سمكة السلمون الأحمر، على عكس الأنواع الأخرى من سمك السلمون في المحيط الهادئ، على العوالق الحيوانية على نطاق واسع خلال مراحل الحياة في المياه العذبة والمالحة. كما تميل إلى التغذية على الكائنات المائية الصغيرة مثل الروبيان. الحشرات وأحيانًا القواقع هي جزء من نظامها الغذائي.

## دورة الحياة

### البيض
تبدأ الدورة في المياه العذبة، عندما يتم تخصيب بيضة أنثى. تظل هذه البيض في الحصى طوال فصل الشتاء، وتتطور الأجنة. وفي الربيع، تفقس البيض وتخرج اليرقات. وهي أسماك صغيرة الحجم يلتصق كيس صفار البيض ببطنها. تظل اليرقات قريبة من كيس الصفار لبضعة أشهر. وعندما تستهلك كل كيس الصفار وتنمو في الحجم، تخرج هذه الأسماك من الحصى، ثم تعتبر صغارًا.

### الزريعة
تقضي الزريعة ما يصل إلى عام أو أكثر في مكان ولادتها. عند الخروج من الحصى، تتحول كل من الأسماك الوردية والسمك الصغير إلى صغار فضية اللون، وتتجه مباشرة إلى البحر. تميل زريعة السلمون الأحمر إلى الهجرة إلى البحيرة، حيث تقضي 1-2 سنة قبل الهجرة إلى البحر. تقضي زريعة السلمون الملكي عادة أقل من 5 أشهر في المياه العذبة، في حين قد تقضي زريعة السلمون الفضي أكثر من عام. يعتمد بقاء الزريعة على جودة موائل المجرى. تعد الصخور والأخشاب والظل والوصول إلى القنوات الجانبية أمرًا مهمًا للسماح للزريعة بالاختباء من الحيوانات المفترسة ومنعها من الانجراف إلى مجرى النهر أثناء تدفقات الأنهار.

### الهجرة نحو البحر
تبدء صغار الأسماك هجرتها باتجاه مجرى النهر نحو المحيطات. وفي هذا الوقت، تبدأ مرحلة التبلور، وتنمو القشور مع تحولها إلى اللون الفضي. وفي الليل، لتجنب الحيوانات المفترسة، تسمح صغار الأسماك للنهر بجرفها باتجاه مجرى النهر بينما تسبح صغار الأسماك الأكبر حجمًا بنشاط نحو المحيط. وتعتبر مصبات الأنهار ضرورية لبقاء صغار الأسماك الصغيرة حية. وبينما تسمح لأجسامها بالتكيف مع الظروف الجديدة، فإنها تتغذى بكثافة، على أمل ضمان البقاء في المحيط.

### الحياة في المحيط
يظل بعض سمك السلمون في المياه الساحلية بينما يهاجر البعض الآخر شمالاً إلى مناطق التغذية. وقد يقضي سمك السلمون من سنة إلى سبع سنوات في المحيط. وتتمتع بعض الأنواع باستراتيجيات أكثر مرونة لتاريخ الحياة، في حين أن البعض الآخر أكثر صرامة. وقد يقضي سمك السلمون الصغير ما يصل إلى سبع سنوات في البحر، ولكن عادة ما يقضي أربع سنوات. ومن ناحية أخرى، يقضي سمك السلمون الوردي 18 شهرًا في البحر. وعادة ما يقضي سمك السلمون الأحمر عامين في البحر، ويقضي سمك السلمون الفضي حوالي 18 شهرًا، ويمكن أن يقضي سمك السلمون الملكي ما يصل إلى 8 سنوات قبل العودة إلى مجاري المياه الأصلية للتكاثر.

### الهجرة للتكاثر
من غير المعروف كيف يصل سمك السلمون بالضبط تيارات ولادته، على الرغم من الاشتباه في أن الروائح والإشارات الكيميائية، فضلاً عن الشمس، تلعب دورًا مهمًا في الهجرة إلى الوطن. بمجرد وصول سمك السلمون إلى المياه العذبة، يتوقف عن التغذية. أثناء مسار الرحلة، تستعد أجسامه غريزيًا للتكاثر. تستمد الرحلة الشاقة الطاقة من مخزون الدهون والعضلات والأعضاء، باستثناء الأعضاء التناسلية. يطور الذكور أٌنٌوفًا معقوفة، أو ما يسمى بالكيب، من أجل القتال من أجل الهيمنة.

### التبويض والموت
عند الوصول إلى الجداول التي تولد فيها، تبني الإناث أعشاشًا أو حُفَرًا صغيرة. تصنع الإناث بيضها في الحصى من خلال الاستلقاء على جانبها واستخدام ذيلها لإزالة الحجارة أو الحصى. يتقاتل الذكور مع الذكور الآخرين من أجل حقوق التكاثر مع أنثى. يستقر البيض في الحصى، وتغطي الأنثى البيض بالحصى الصغير وتتحرك عكس التيار من أجل تحضير حُفَر أخرى. في النهاية، يموت كل من الذكور والإناث، مما يزود موطن النهر بالعناصر الغذائية.

## الموطن
يمتد نطاق انتشار سمك السلمون الأحمر إلى أقصى الجنوب حتى نهر كولومبيا في شرق المحيط الهادئ (على الرغم من رصد بعض الأفراد في أقصى الجنوب حتى نهر 10 مايل على ساحل ميندوسينو في كاليفورنيا) وفي شمال جزيرة هوكايدو في اليابان في غرب المحيط الهادئ. ويمتد نطاق انتشاره إلى أقصى الشمال حتى خليج باثورست في القطب الشمالي الكندي في الشرق ونهر أنادير في سيبيريا في الغرب. وأبعد مسافة يقطعها سمك السلمون الأحمر إلى الداخل هي بحيرة ريدفيش في أيداهو، على بعد أكثر من 1400 كيلومتر من المحيط وعلى ارتفاع 2000 متر.